# The Brady Bunch
The Brady Bunch là sê-ri sitcom Mỹ do Sherwood Schwartz sáng lập. Phim lên sóng từ ngày 26/9/1969 đến ngày 8/3/1974 trên đài ABC. Phim có năm phần, nói về cuộc sống của gia đình nhà Brady với sáu người con.